# 1565 Lemaître
1565 Lemaître eller 1948 WA är en asteroid i huvudbältet som korsar Mars omloppsbana. Den upptäcktes 25 november 1948 av den belgiske astronomen Sylvain Arend i Uccle. Den har fått sitt namn efter den belgiske prästen och astronomen Georges Lemaître.
Asteroiden har en diameter på ungefär 7 kilometer.